# Tracheotomia

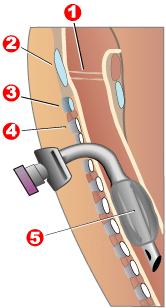
Schemat tracheotomii – stosunki anatomiczne:
1 - Struny głosowe
2 - Chrząstka tarczowata
3 - Chrząstka pierścieniowata
4 - Chrząstki tchawicy
5 - Balon służący do fiksacji rurki

Tracheotomia – otolaryngologiczny zabieg otwarcia przedniej ściany tchawicy i wprowadzenie rurki do światła dróg oddechowych i tą drogą prowadzenie wentylacji płuc. W wyniku tracheotomii zapewnia się dopływ powietrza do płuc, z pominięciem nosa, gardła i krtani.

## Historia
Jest to jedna z najstarszych procedur chirurgicznych. Pierwsze wzmianki o zabiegach mających znamiona tracheotomii mogły być już wykonywane ponad 3600 lat p.n.e. Jej wynalezienie przypisywane jest starożytnemu lekarzowi Asklepiadesowi, żyjącemu na przełomie II i I wieku p.n.e. Jednak w późniejszych latach aż do czasów Odrodzenia tracheotomia była uznawana za zabieg bardzo niebezpieczny i hańbiący. W 1543 Andreas Vesalius przeprowadził udane doświadczenie sztucznej wentylacji u nieoddychającego psa dokonując nacięcia tchawicy i umieszczając w otworze trzcinową rurkę. Z tych doświadczeń skorzystał w 1546 Antonio Musa Brassavola dokonując tracheotomii podczas leczenia ropnia migdałków podniebiennych. Dzięki tym zabiegom narodziła się a następnie rozwinęła koncepcja szybkiego udrażniania dróg oddechowych. Autorem nazwy tracheotomia jest Thomas Fienus, jednak stało się ono popularne dopiero 100 lat później. Do końca XVIII wieku wykonywanie zabiegu udrażniania dróg oddechowych było uznawane za trudne i wielu lekarzy wolało wybierać mniej inwazyjne metody. Początek XIX wieku to rozwój i poprawa bezpieczeństwa tracheotomii, którego główną przyczyną była epidemia błonicy jak również postępy w dziedzinie znieczulenia ogólnego.

## Podział
- tracheotomia nagła (pilna)
- tracheotomia nienagła (planowa)
- tracheotomia górna – otwarcie tchawicy powyżej węziny tarczycy
- tracheotomia środkowa – otwarcie tchawicy po uprzednim przecięciu i podwiązaniu węziny tarczycy - najczęstszy i najbezpieczniejszy typ tracheotomii
- tracheotomia dolna – otwarcie tchawicy poniżej węziny tarczycy

## Wskazania do wykonania tracheotomii
- ciężkie urazy twarzoczaszki
- oparzenia dróg oddechowych
- przeszkoda w drogach oddechowych np. guz
- jako wstęp do wykonania laryngektomii częściowej lub całkowitej
- obustronne porażenie fałdów głosowych
- konieczność przewlekłej sztucznej wentylacji (respirator)
- nadmiar zalegającej wydzieliny oskrzelowej
- przedłużona intubacja

Często jest to zabieg ratujący życie, wykonywany w warunkach szpitalnych.

## Przebieg zabiegu tracheotomii
Zabieg tracheotomii polega na pionowym lub rzadziej poziomym nacięciu skóry poniżej chrząstki pierścieniowatej krtani. Następnie po wypreparowaniu i przecięciu mięśni powierzchownych szyi i mięśni podgnykowych dochodzi się do gruczołu tarczowego, który zsuwa się lub (częściej) przecina w obrębie węziny, odsłaniając chrząstki tchawicy. Przeciętą tarczycę zabezpiecza się przed krwawieniem. Przy pomocy skalpela wycina się w chrząstce tchawicy (zazwyczaj druga lub trzecia chrząstka poniżej chrząstki pierścieniowatej krtani) okienko, przez które wprowadza się rurkę tracheotomijną. Oprócz wycinania okienka w tchawicy można także naciąć tchawicę pomiędzy jej chrząstkami (II a III lub III a IV). Wprowadza się rurkę tracheotomijną.

## Powikłania
1. Natychmiastowe – odma opłucnowa lub odma śródpiersia, przetoka tchawiczo-przełykowa, uszkodzenie większych naczyń lub nerwu krtaniowego wstecznego, krwawienie.
2. Wczesne – zatkanie wydzielinami i śluzem, wysunięcie rurki, zatrzymanie oddychania, poobstrukcyjny obrzęk płuc (gdy tracheotomia jest wykonana u pacjenta z długotrwałą obstrukcją w górnych drogach oddechowych i jest on zależny od hipoksyjnego napędu oddechowego).
3. Późne – krwawienie z przetoki (może być obfite), zwężenie tchawicy (z powodu niedokrwienia wywołanego przez rurkę tracheotomijną), przetoka tchawiczo-przełykowa, przetoka tchawiczo-skórna, defekt kosmetyczny po dekaniulacji.